# Gary Phillips
Gary A. Phillips (Quincy, 7 dicembre 1939 – Austin, 26 gennaio 2025) è stato un cestista statunitense, professionista nella NBA.

## Carriera
Venne selezionato dai Boston Celtics al primo giro del Draft NBA 1961 (9ª scelta assoluta).

## Palmarès
- Campionato NBA: 1

Boston Celtics: 1962